# Tettigonia alticola
Tettigonia alticola är en insektsart som först beskrevs av Baltasar Merino 1936.  Tettigonia alticola ingår i släktet Tettigonia och familjen dvärgstritar. Inga underarter finns listade i Catalogue of Life.